# Daryacheh-ye Bakhtegan
Daryācheh-ye Bakhtegān (persiska: دریاچه بختگان) är en periodisk saltsjö i Iran.   Den ligger i provinsen Fars, i den centrala delen av landet, 700 km söder om huvudstaden Teheran.